# Strategic Simulations
 Simulaciones Estratégicas, Inc. (SSI) fue una desarrolladora y distribuidora de videojuegos, con más de 100 títulos desde su fundación en 1979. La compañía se destacó especialmente por sus numerosos juegos de guerra, sus adaptaciones oficiales de juegos de Dungeons & Dragons y por la innovadora serie Panzer General. 

## Historia
La empresa fue fundada por Joel Billings, un entusiasta de los juegos de guerra, que en el verano de 1979 vio la posibilidad de usar las nuevas computadoras hogareñas como el TRS-80 para desarrollar dichos juegos. Mientras presentaba sin éxito, a Avalon Hill y Automated Simulations, juegos de guerra, contrató a los programadores John Lyons, escritor de Computer Bismarck, —más tarde afirmó haber sido el primer «juego de guerra serio» publicado para una microcomputadora— y a Ed Williger, escritor de Computer Ambush. Ambos juegos fueron programados en BASIC al igual que muchos de los primeros de SSI. 
Aunque Billings esperaba que él y Lyon escribieran la primera versión de Computer Bismarck en un North Star, el ejecutivo de Apple Computer, Trip Hawkins, quien más tarde fundaría Electronic Arts, persuadió a Billings para que cambiara a Apple II debido a sus gráficos. Computer Bismarck apareció para Apple en enero de 1980 y para TRS-80 más adelante ese año. Chuck Kroegel, quien se unió a la compañía como empleado en 1983, fue coautor con David Landrey de muchos de los primeros juegos de guerra de SSI y dirigió el desarrollo de juegos durante más de diez años. 
A fines de 1980, SSI anunció que sus juegos podrían «llevarte de Waterloo al Super Bowl (Por el Atlántico Norte)». En 1982 SSI lanzó su línea RapidFire. Aunque el nombre implica títulos de acción, en realidad era simplemente una marca de juegos escritos por terceros autores. La serie inicial consistió en Cytron Masters, The Cosmic Balance y Galactic Gladiators. Los títulos posteriores incluyeron a Epidemic!, un título de estrategia en tiempo real basado en una plaga mundial, Queen Of Hearts, Cosmic Balance II, Broadsides y otros. El esfuerzo de la marca no duró mucho y parecía haber terminado en 1983 o 1984. Chris Smith revisionó la línea de juegos de RapidFire de SSI en The Space Gamer No. 59. Smith comentó que «RapidFire es una línea de juegos que merece cualquier premio por el que pueda ser nominado. Es la mejor línea de juegos de computadora que he visto, y los programas también tienen una alta calificación individual». 
En 1985, Antic escribió "los jugadores de juegos de guerra serios consideran a [SSI] una compañía única en su clase". Tenía 60 empleados y había publicado 12 juegos en el año anterior, la mayoría escritos en BASIC. Desarrolladores como Gary Grigsby recibieron regalías de hasta $20 000 por juego. Para el año 1987, la compañía tenía $5 millones en ventas y había lanzado 89 juegos en sus primeros ocho años.
SSI se había expandido a juegos de rol en 1984 con títulos como Wizard's Crown, Questron y la serie Phantasie. En 1987, SSI adquirió la licencia de Advanced Dungeons & Dragons (AD&D) de TSR y posteriormente publicó 30 títulos de esa serie, comenzando con Pool of Radiance en 1988 e incluyendo War of the Lance en 1989 para la Apple II y en 1990 para MS-DOS y la Commodore 64. Los productos TSR formaron el núcleo de los juegos lanzados con el motor Gold Box. 
En 1992, la revista Computer Gaming World declaró que SSI «ya no se conoce como, principalmente, una compañía de juegos de guerra [pero] continúa publicando juegos del estilo». En 1994, la compañía lanzó Panzer General. Panzer General era un juego muy accesible y fácil de jugar que, sin embargo, tenía una cierta profundidad de juego y un sentido de continuidad y objetivos. Fue seguido por otros tres juegos basados en versiones ligeramente modificadas del motor básico, incluidos Allied General y Pacific General, siendo este último el más equilibrado. También se lanzaron juegos no históricos basados en el mismo sistema, Star General y Fantasy General. Más tarde se denominaron colectivamente como 5-Star General Series. 
A medida que las versiones más nuevas se lanzaron durante un período de tres años, se volvieron cada vez más obsoletas en términos de mejorar el hardware de la computadora. En 1997 lanzaron una nueva versión, Panzer General II, con mapas e íconos pintados a mano. Fue muy popular, vendió más de 100 000 copias en su primer lanzamiento, y todavía se modifica y juega al día de hoy.[cita requerida] People's General se creó con el mismo motor. En 1999, Panzer General 3D Assault introdujo un verdadero motor 3D, pero el juego no fue particularmente notable.[cita requerida] Un intento final en 2000 fue Panzer General III: Scorched Earth. 
SSI fue adquirida por Mindscape en 1994, pasó un tiempo como parte de Mattel y finalmente se convirtió en parte de Ubisoft (en marzo de 2001), que terminó retirando la marca unos años más tarde. 
En diciembre de 2013, Joel Billings donó varios videojuegos de SSI, como Computer Bismarck, incluido el código fuente, para preservarlos en el ICHEG.

## Lista de juegos
Artículo principal: Lista de juegos de Strategic Simulations